# Урнашбаш
Урнашба́ш (тат. Орнашбаш)— село в Арском районе Татарстана. Входит в состав Утар-Атынского сельского поселения.

## География
Находится в северо-западной части Татарстана на расстоянии приблизительно 17 км насеверо-запад по прямой от районного центра города Арск у речки Урнашский Ключ.

## История
Основана в начале XVIII века, упоминалось также как Урманбаш, Кичертань (деревня, вошедшая в 1908 году в состав села). В 1907 году построена мечеть.
В «Списке населенных мест по сведениям 1859 года», изданном в 1866 году, населённый пункт упомянут как казённая деревня Урнамбаш (Урманбаш) 2-го стана Казанского уезда Казанской губернии. Располагалась при безымянном ручье, по правую сторону большого торгового тракта из Казани в Уржум, в 53 верстах от губернского города Казани и в 15 верстах от становой квартиры в заштатном городе Арске. В деревне в 75 дворах жили 566 человек (275 мужчин и 291 женщина). Была мечеть.

## Уроженцы
В селе родился торговец Халид, отец историка Курбангали Халиди.

## Население
Постоянных жителей было: в 1782 — 52 души мужcкого пола, в 1859—746, в 1897—582, в 1908—728, в 1920—669, в 1926—637, в 1938—474, в 1949—575, в 1958—530, в 1970—478, в 1979—419, в 1989—363, 318 в 2002 году (татары 100 %), 263 в 2010.